# 1667 en science
| Années de la science : 1664 - 1665 - 1666 - 1667 - 1668 - 1669 - 1670    |
| Décennies de la science : 1630 - 1640 - 1650 - 1660 - 1670 - 1680 - 1690 |

Cet article présente les faits marquants de l'année 1667 en science.

## Événements

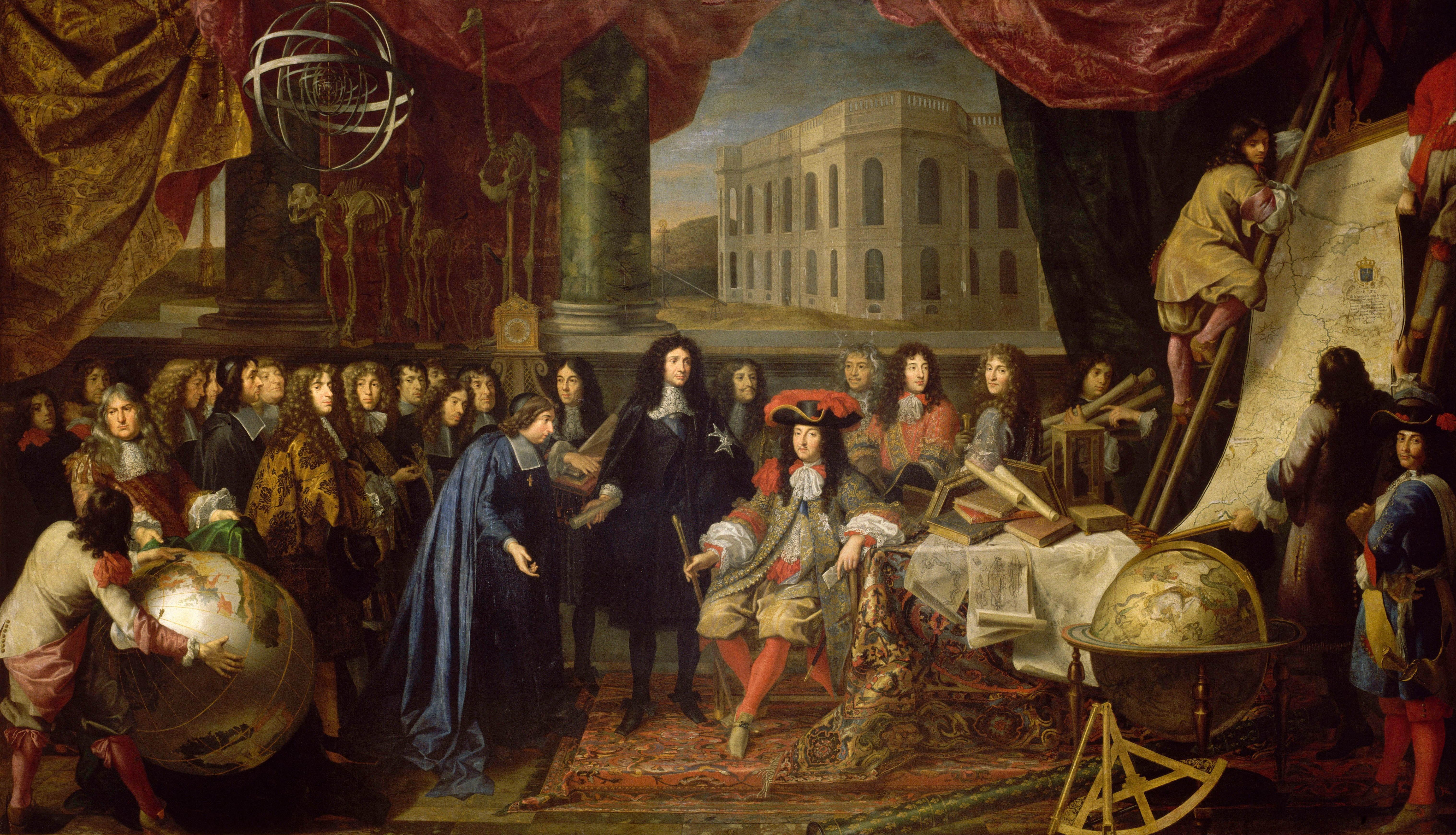
Cérémonie fondatrice de l'Académie royale des Sciences et de l'Observatoire de Paris, en présence de Louis XIV, en 1667.

- 1er janvier : Pierre-Paul Riquet commence des travaux de creusement du canal du Midi, achevés en 1681[1].
- 15 juin : Jean Baptiste Denis tente la première transfusion sanguine d’un agneau à un être humain[2].
- 21 juin : pose de la première pierre de l'Observatoire Royal à Paris, au solstice d'été[3]. L'astronome néerlandais Christian Huygens installé à Paris en 1666 à l'invitation de Colbert et du roi et le franco-italien Jean-Dominique Cassini débauché par Colbert en 1669 viennent y travailler avec de fortes pensions aux côtés de Picard, du danois Rœmer (appelé par Picard en 1671), Auzout, La Hire[4].
- 24 octobre : Robert Hooke démontre devant la Royal Society que la modification du sang dans les poumons est la résultante de la respiration[5].

- Embryologie : entre 1667 et 1678 se met en place la théorie oviste et la théorie animalculiste. Le Hollandais  Reinier de Graaf, dans son Nouveau traité sur les organes génitaux des femmes publié en 1672, avance que « tous les animaux et l'homme même tirent leur origine d'un œuf, non pas d'un œuf formé dans la matrice par la semence, au sentiment d'Aristote, ou par la vertu séminale, suivant Harvey, mais d'un œuf qui existe avant le coït dans les testicules des femelles » ; il décrit précisément les follicules ovariens mais les prend pour les œufs eux-mêmes, la semence mâle agissant à distance pour donner vie à l'embryon. L'animalculisme apparait avec la découverte du spermatozoïde par Antoni van Leeuwenhoek en 1677[6],[7].
- Geminiano Montanari remarque la variabilité d'éclat de l'étoile binaire à éclipses Algol dans la constellation Persée[8].

## Publications
- Ulisse Aldrovandi : Dendrologiae naturalis scilicet arborum historiae libri duo, Bologne, 1667, posthume ;
- Adrien Auzout : Manière exacte pour prendre le diamètre des planètes ;
- James Gregory : Vera circuli et hyperbolae quadratura
- Christopher Merrett : Pinax rerum naturalium britannicarum ;
- William Oughtred : Opuscula mathematica hactenus inedita, Oxford, 1667, posthume.
- Thomas Sprat : Histoire de la Royal Society de Londres.
- Nicolas Sténon : Elementorum myologiæ specimen, seu musculi descriptio geometrica : cui accedunt Canis Carchariæ dissectum caput, et dissectus piscis ex Canum genere[7].
- Thomas Willis : Pathologiæ Cerebri et Nervosis Generis Specimen

## Naissances

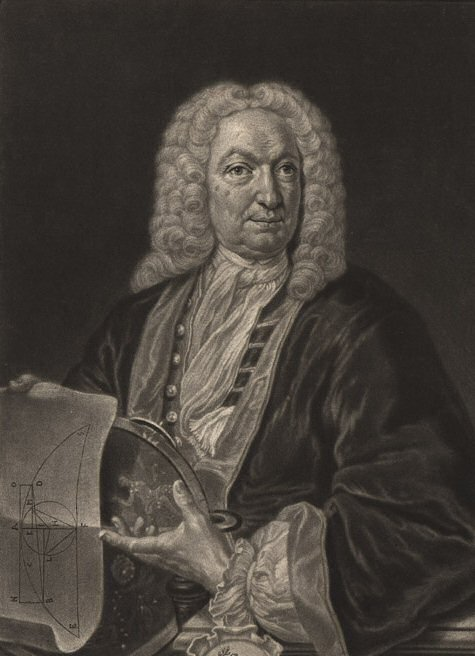
Jean Bernoulli

- 29 avril : John Arbuthnot (baptisé le 29 avril 1667, mort en 1735), médecin, mathématicien et écrivain écossais.
- 26 mai : Abraham de Moivre (mort en 1754), mathématicien français.
- 27 juillet : Jean Bernoulli (mort en 1748), mathématicien et physicien suisse.
- 5 septembre : Giovanni Girolamo Saccheri (mort en 1733), jésuite et mathématicien italien.
- 9 décembre : William Whiston (mort en 1752), théologien, historien et mathématicien anglais.

## Décès
- 27 janvier : Grégoire de Saint-Vincent (né en 1584), jésuite et mathématicien belge.
- 8 avril : Adriaan Vlacq (né en 1600), éditeur et mathématicien hollandais.
- 1er juillet : Alphonse Antoine de Sarasa (né en 1617), prêtre jésuite, prédicateur, écrivain et mathématicien des Pays-Bas méridionaux.
- 28 septembre : Jacob Golius (né en 1596), orientaliste et mathématicien néerlandais.
- 24 octobre : Godefroy Wendelin (né en 1580), astronome flamand. Il a mesuré la distance entre la Terre et le Soleil avec la méthode d'Aristarque de Samos. La valeur qu'il obtint était égale à 60 % de la valeur exacte.
- 6 novembre : Théodore Moretus (né en 1602), prêtre jésuite, mathématicien et architecte des Pays-Bas méridionaux.